# Muzeul de Artă Profesională Miniaturală Henryk Jan Dominiak din Tychy
Muzeul de Artă Profesională Miniaturală „Henryk Jan Dominiak” din Tychy (în poloneză Muzeum Miniaturowej Sztuki Profesjonalnej Henryk Jan Dominiak w Tychach) este un muzeu de artă din orașul Tychy, care conține creații ale artiștilor din Polonia, Suedia, Ungaria, Ucraina și Brazilia. Funcționează în subordinea Ministerului Culturii și Patrimoniului Național.

## Prezentare generală
Muzeul a fost înființat în 16 aprilie 2013 și este amplasat în municipiul Tychy din sudul Poloniei, situat la sud de Katowice (orașul este deservit și de Aeroportul Internațional Katowice-Pyrzowice), aflat în apropierea orașelui Pszczyna. Lângă biserica St Ioan Botezătorul construit în 21 decembrie 1958 din cartierul Śródmieście Tychy, la strada Żwakowska nr 8/66.
Operele prezente la muzeu au o mare varietate, de la picturi, sculpturi, desene până la ceramică sau alte obiecte de artă. Numărul operelor de artă expuse au fost conform informațiilor din 6 ianuarie 2024 timpului în număr de peste 973 de lucrări.

## Onoruri și premii
- În 2021 - a primit Ordinul polonez Meritul Cultural (în poloneză Odznaka Honorowa "Zasłużony dla Kultury Polskiej");[8]
- În 2021 - a primit Insigna de Aur „Pentru servicii în Construcție”;[8]
- În 2020 - a primit Insigna de onoare „Pentru servicii în Voievodatului Silezia” de aur.[8]